# Mellionnec
Mellionnec (bret. Melioneg) – miejscowość i gmina we Francji, w regionie Bretania, w departamencie Côtes-d’Armor.
Według danych na rok 1990 gminę zamieszkiwało 420 osób, a gęstość zaludnienia wynosiła 17 osób/km² (wśród 1269 gmin Bretanii Mellionnec plasuje się na 873. miejscu pod względem liczby ludności, natomiast pod względem powierzchni na miejscu 386.).